# Али Аднан Казим
Али́ Адна́н Ка́зим ат-Тами́ми (араб. علي عدنان كاظم ناصر التميمي‎; род. 19 декабря 1993[…], Багдад) — иракский футболист, защитник малайзийского клуба «Куала-Лумпур Сити» и сборной Ирака. В 2013 году он был назван АФК лучшим молодым футболистом Азии.

## Клубная карьера
Али Аднан Казим родился в Багдаде 19 декабря 1993 года в футбольной семье. Его отец Аднан Казим выигрывал в составе молодёжной сборной Ирака (до 20 лет) чемпионат Азии в 1977 году в Тегеране и вошёл в её же состав на 1-м чемпионате мира по футболу среди молодёжных команд в том же году. А дядя Али Казим, на протяжении всей карьеры игравший в иракском клубе «Аль-Завраа», был лучшим нападающим в истории сборной Ирака с 35-ю голами, пока этот рекорд не побил Хуссейн Саид в 1982 году.
Али Аднан Казим прошёл обучение в престижной местной футбольной школе Аммо Бабы, расположенной напротив стадиона «Аль-Шааб» с 2003 по 2008 год. Затем он перешёл в молодёжную команду «Аль-Завраа», оттуда — в «Аль-Куву» и наконец в 2009 году оказался в клубе «Багдад». В его составе в 2010 году Али Аднан Казим дебютирует во взрослом футболе.
Во время зимнего трансферного окна 2013 года игрок получил предложение от саудовского клуба «Аль-Иттихада», которому требовалась замена хорвату Анасу Шарбини. Сделка сорвалась из-за того, что футболист не успел получить визу в Саудовскую Аравию до закрытия трансферного окна. А 1 августа 2013 года Али Аднан Казим подписал 5-летний контракт с турецким «Ризеспором», которому тот обошёлся в $ 650 000. Новичок выбрал себе 53-й номер, что было мотивировано годом основания «Ризеспора». Впервые Али Аднан Казим отличился голом за турецкую команду в рамках Суперлиги 1 сентября 2013 года, когда на 7-й минуте с дальней дистанции поразил ворота «Кайсери Эрджиесспор».
Успех молодёжной сборной Ирака на чемпионате мира 2013 года в Турции привлёк внимание многих именитых европейских клубов к 19-летнему защитнику сборной.
3 июля 2015 года Аднан перешёл в итальянский «Удинезе», подписав пятилетний контракт, и тем самым стал первым игроком из Ирака в истории Серии А.
17 августа 2018 года «Удинезе» и «Аталанта» обменялись игроками на правах аренды: в Удине отправился Марко Д’Алессандро, в Бергамо — Али Аднан Казим.
9 марта 2019 года Аднан был взят в аренду канадским клубом MLS «Ванкувер Уайткэпс» до конца июня. В MLS дебютировал 30 марта в матче против «Сиэтл Саундерс». 25 мая в матче против «Далласа» забил свой первый гол в MLS. 5 июля 2019 года «Уайткэпс» выкупил Аднана у «Удинезе», подписав с ним контракт по правилу назначенного игрока до конца сезона 2021 с опцией продления на сезон 2022. 3 июля 2021 года «Ванкувер Уайткэпс» и Али Аднан достигли соглашения о досрочном расторжении контракта из-за проблем с его визой.
Летом 2022 года в статусе свободного агента перешёл в «Рубин». Он покинул казанский клуб, поскольку его контракт истек в июне 2023 года.

## Карьера в сборной
3 декабря 2012 года, в возрасте 18 лет, Али Аднан Казим дебютировал в составе национальной сборной Ирака в матче против сборной Бахрейна в Дохе. В 2013 году он в составе иракской молодёжки принимал участие на молодёжном чемпионате мира, где его сборная выступила очень достойно и заняла четвёртое место. В первом же матче сборной Ирака на этом турнире Али Аднан Казим принёс своей команде ничью (2:2) с Англией, забив гол на 93-й минуте. В 1/2 финала турнира он на 34-й минуте открыл счёт в поединке с уругвайцами, которым удалось сравнять счёт лишь на 87-й минуте. В послематчевых пенальти Али Аднан реализовал свой удар, что однако не помогло его команде выйти в финал.
В декабре 2018 года был включён в заявку на Кубок Азии 2019. 8 января в первом матче группового этапа против Вьетнама отличился голом на 90-й минуте игры и вывел свою команду вперёд, в итоге сборная Ирака одержала победу 3:2.

### Голы за сборную Ирака
|    | Дата            | Место                                   | Соперник         | Счёт | Итог | Соревнование                           |
| -- | --------------- | --------------------------------------- | ---------------- | ---- | ---- | -------------------------------------- |
| 1  | 5 марта 2014    | Шарджа Стэдиум, Шарджа, ОАЭ             | Китай            | 3:0  | 3:1  | отборочный турнир Кубка Азии 2015      |
| 2. | 3 сентября 2015 | Шахид Дастгерди, Тегеран, Иран          | Китайский Тайбэй | 1:0  | 5:1  | отборочный турнир чемпионата мира 2018 |
| 3. | 24 марта 2016   | Шахид Дастгерди, Тегеран, Иран          | Таиланд          | 2:2  | 2:2  | отборочный турнир чемпионата мира 2018 |
| 4. | 8 января 2019   | Шейх Зайед, Абу-Даби, ОАЭ               | Вьетнам          | 3:2  | 3:2  | Кубок Азии 2019                        |
| 5. | 10 октября 2019 | Басра Спортс Сити, Басра, Ирак          | Гонконг          | 2:0  | 2:0  | отборочный турнир чемпионата мира 2022 |
| 6. | 17 ноября 2020  | Мактум ибн Рашид Аль Мактум, Дубай, ОАЭ | Узбекистан       | 2:1  | 2:1  | товарищеский матч                      |
| 7. | 7 июня 2021     | Аль-Мухаррак, Арад, Бахрейн             | Камбоджа         | 3:0  | 4:1  | отборочный турнир чемпионата мира 2022 |